# Charles Martinet (stemacteur)
Charles Martinet (San Jose, Californië, 17 september 1955) is een Amerikaanse acteur en stemacteur.

## Loopbaan
Martinet is het bekendst van de stem van Mario in het computerspel Super Mario van Nintendo. Hij sprak ook de stemmen in van Luigi, Wario, Waluigi, Toadsworth, Baby Mario en Baby Luigi. Een ander bekend personage dat is ingesproken door hem is de draak Paarthurnax, van het gerenommeerde computerspel The Elder Scrolls V: Skyrim.
Voor de bioscoopfilm The Super Mario Bros. Movie uit 2023 sprak Martinet de stem in van Mario en Luigi’s vader Giuseppe.
In augustus van 2023 werd bekendgemaakt dat Martinet na 34 jaar stopt met de stem van Super Mario.